# تومبالووو
تومبالووو (به بلغاری: Tumbalovo) یک منطقهٔ مسکونی در بلغارستان است که در سولیوو واقع شده‌است.